# Nadia Theodore

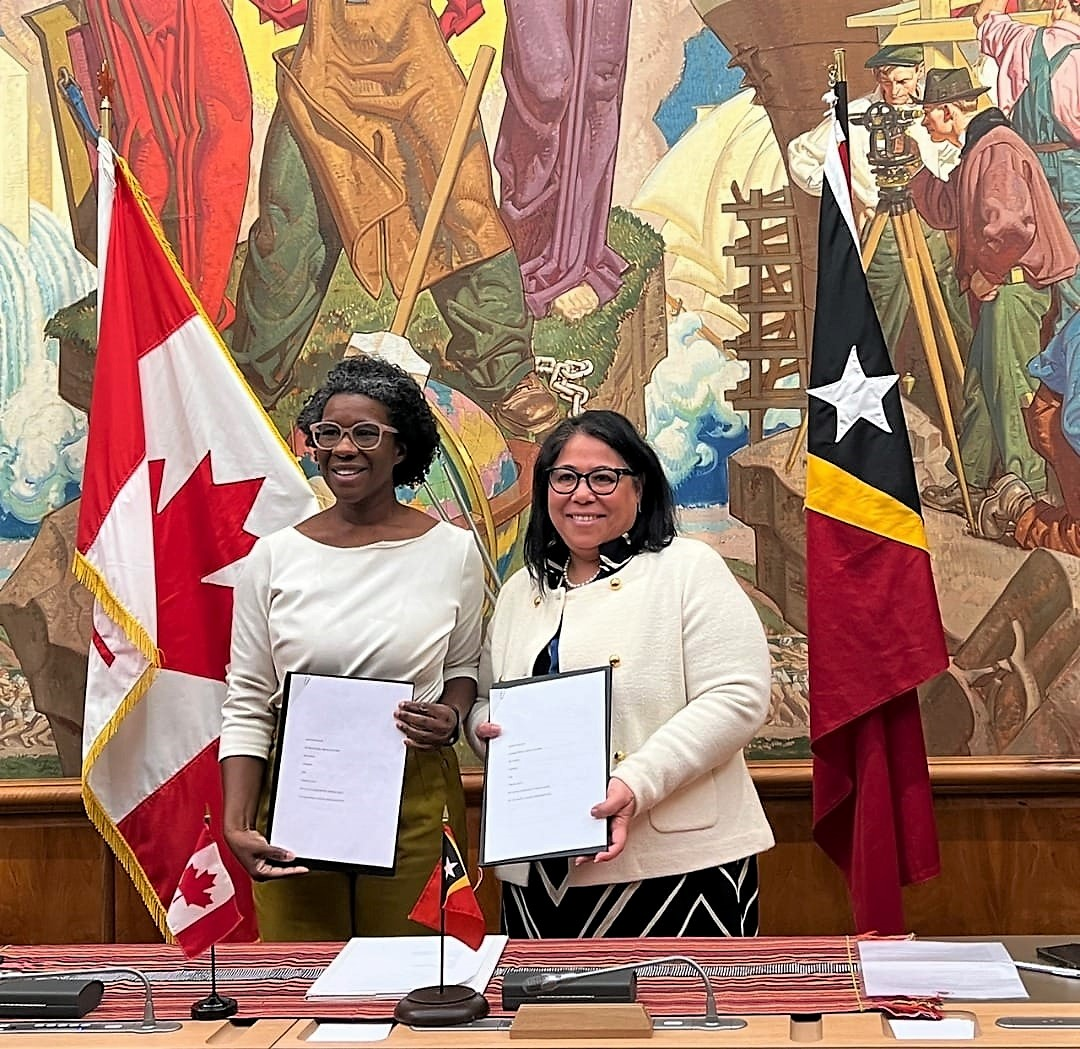
Nadia Theodore (links) und ihre osttimoresische Amtskollegin Lurdes Maria Bessa (2023)

Nadia B. Theodore (* in Ottawa, Kanada) ist eine kanadische Diplomatin.

## Werdegang
Theodore hat einen Bachelor with Honours und einen Master-Titel in Politikwissenschaften der Carleton University (2004) und einen Bachelor of Laws der University of London (1999).
2000 begann sie ihre Tätigkeit beim Öffentlichen Dienst Kanadas und 2004 trat sie im kanadischen Außenministerium ihren Dienst als Unterhändlerin für Handelsfragen an. Danach hatte sie verschiedene leitende Positionen in der Wirtschafts-, internationalen und Sozialpolitik inne, unter anderem bei der Canada Revenue Agency und Public Safety Canada. Von 2009 bis 2012 arbeitete sie in der Ständigen Vertretung Kanadas bei den Vereinten Nationen in Genf und war von 2017 bis 2020 kanadische Generalkonsulin in Atlanta (USA). Danach wurde sie Senior Vice President bei Maple Leaf Foods und im August 2022 Botschafterin Kanadas bei der Welthandelsorganisation und Ständige Vertreterin Kanadas bei den Vereinten Nationen in Genf.

## Sonstiges
Theodore ist verheiratet und hat ein Kind.